# Orchesia eucalypti
Orchesia eucalypti là một loài bọ cánh cứng trong họ Melandryidae. Loài này được Lea miêu tả khoa học năm 1920.